# Linia kolejowa Borki Wielkie – Grzymałów
Linia kolejowa Borki Wielkie – Grzymałów – linia kolejowa na Ukrainie łącząca stację Borki Wielkie ze ślepą stacją Skałat. Zarządzana przez dyrekcję tarnopolską Kolei Lwowskiej (oddział ukraińskich kolei państwowych).
Znajduje się w obwodzie tarnopolskim.
Linia na całej długości jest jednotorowa i niezelektryfikowana.

## Historia
Linia powstała w ramach programu budowy kolei lokalnych, przyjętego przez Sejm Krajowy w latach 90. XIX w. Kapitał zakładowy spółki budującej linię wyniósł 1 800 000 koron, z których 66,67% kwoty wpłaciło Królestwo Galicji i Lodomerii, 23,33% władze państwowe i 10% interesanci miejscowi. 23 marca 1896 spółka otrzymała dokument koncesyjny.
Z dniem 1 stycznia 1933, na mocy ustawy z dnia 28 stycznia 1932, Polskie Koleje Państwowe w imieniu władz polskich wykupiły spółkę zarządzającą linią z całym jej majątkiem.
Linia powstała w czasach Austro-Węgier. W okresie międzywojennym położona była w Polsce. Po II wojnie światowej znalazła się w granicach Związku Sowieckiego. Od 1991 leży na Ukrainie.